# Дуброво (Карелия)
Дуброво (Дуброва) — деревня в составе Надвоицкого городского поселения Сегежского района Республики Карелия России.

## Общие сведения
Расположена на юго-восточном берегу озера Шобозеро на автодороге местного значения 86К-310 («Надвоицы — Полга — Валдай — Вожмозеро»).

## Население
| 2002 | 2009 | 2010 | 2013 |
| ---- | ---- | ---- | ---- |
| 4    | ↘0   | →0   | →0   |

## Галерея

Дуброво
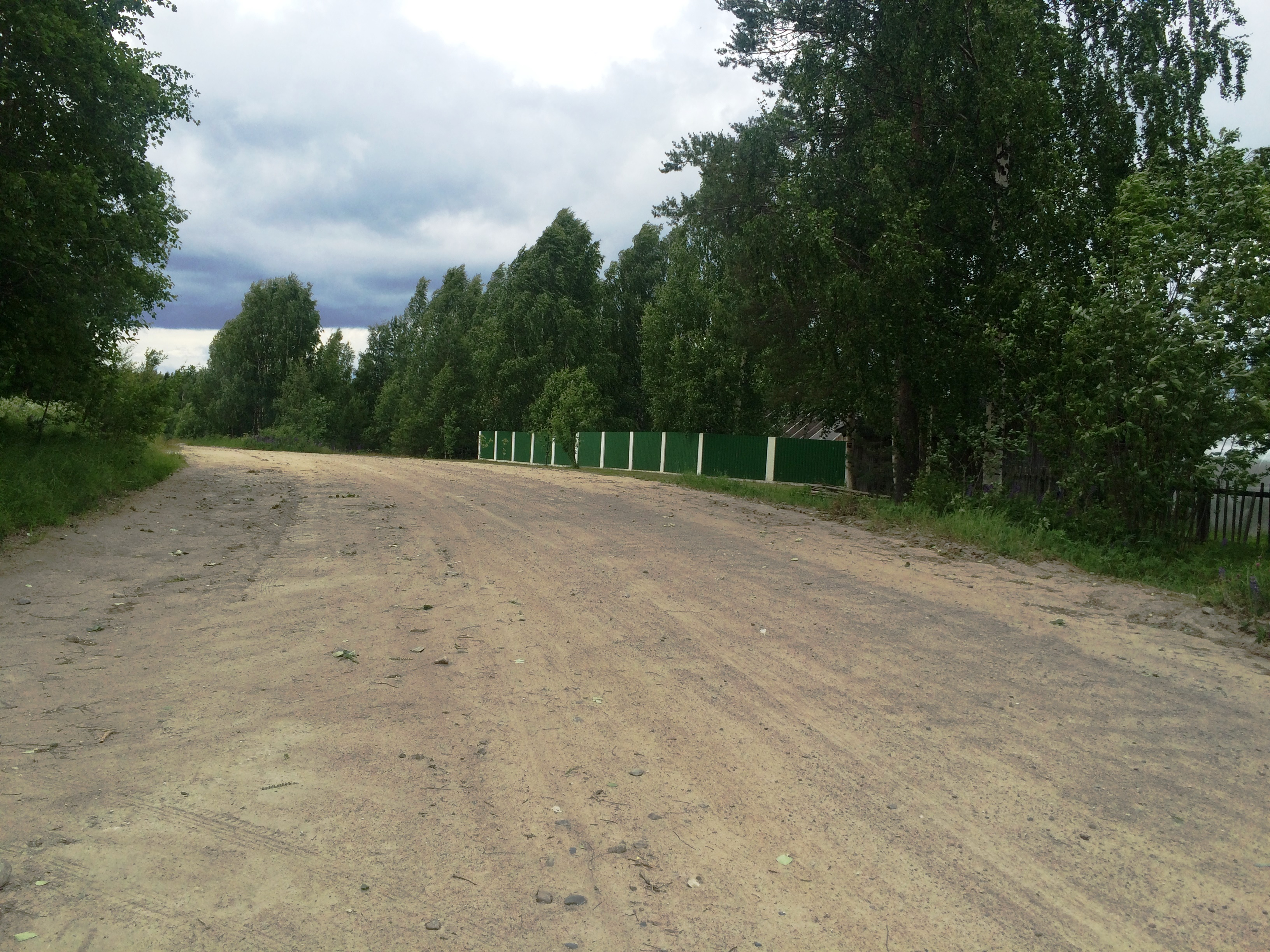
Дорога 86К-310 через деревню
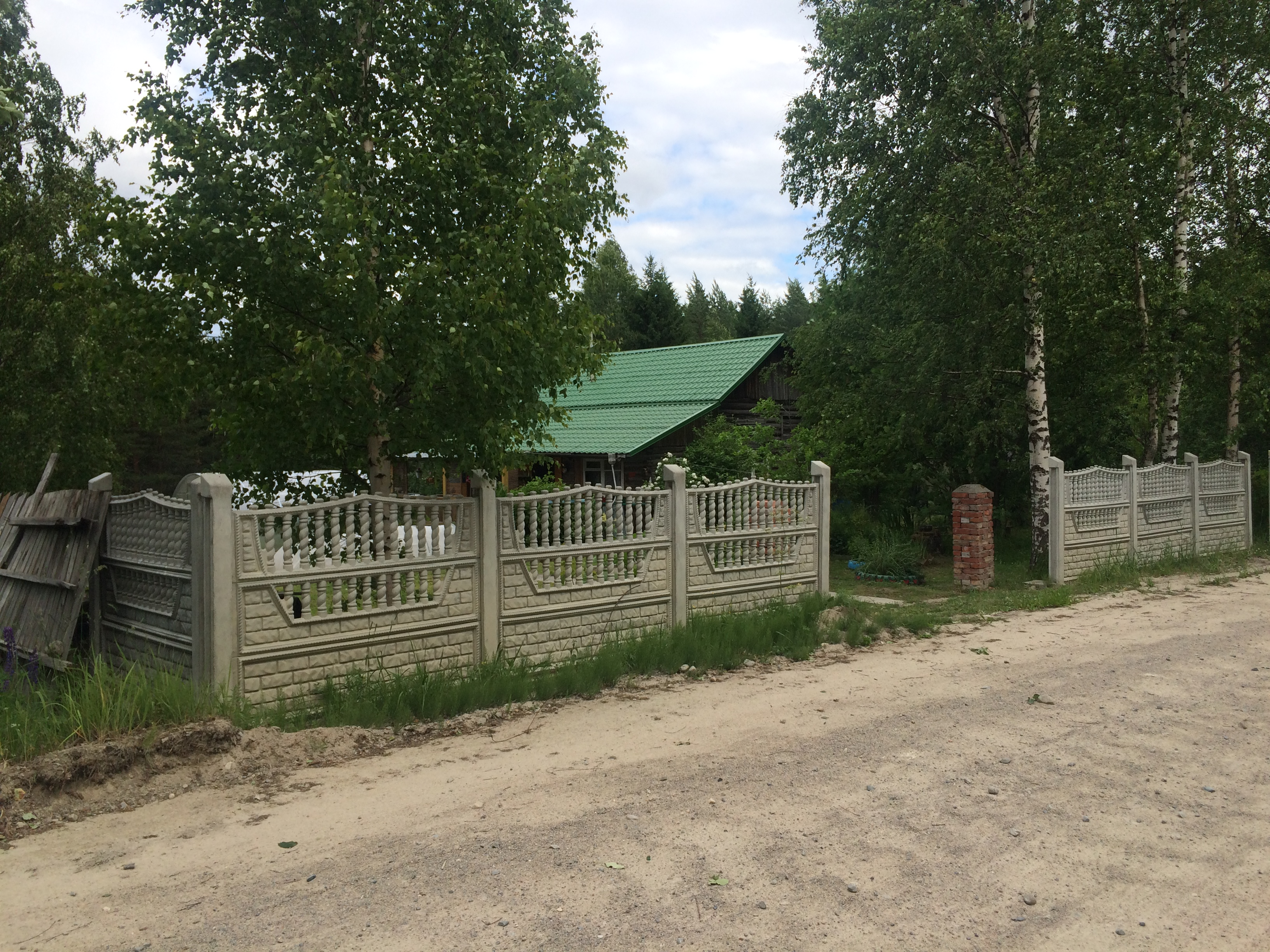
Жилой дом
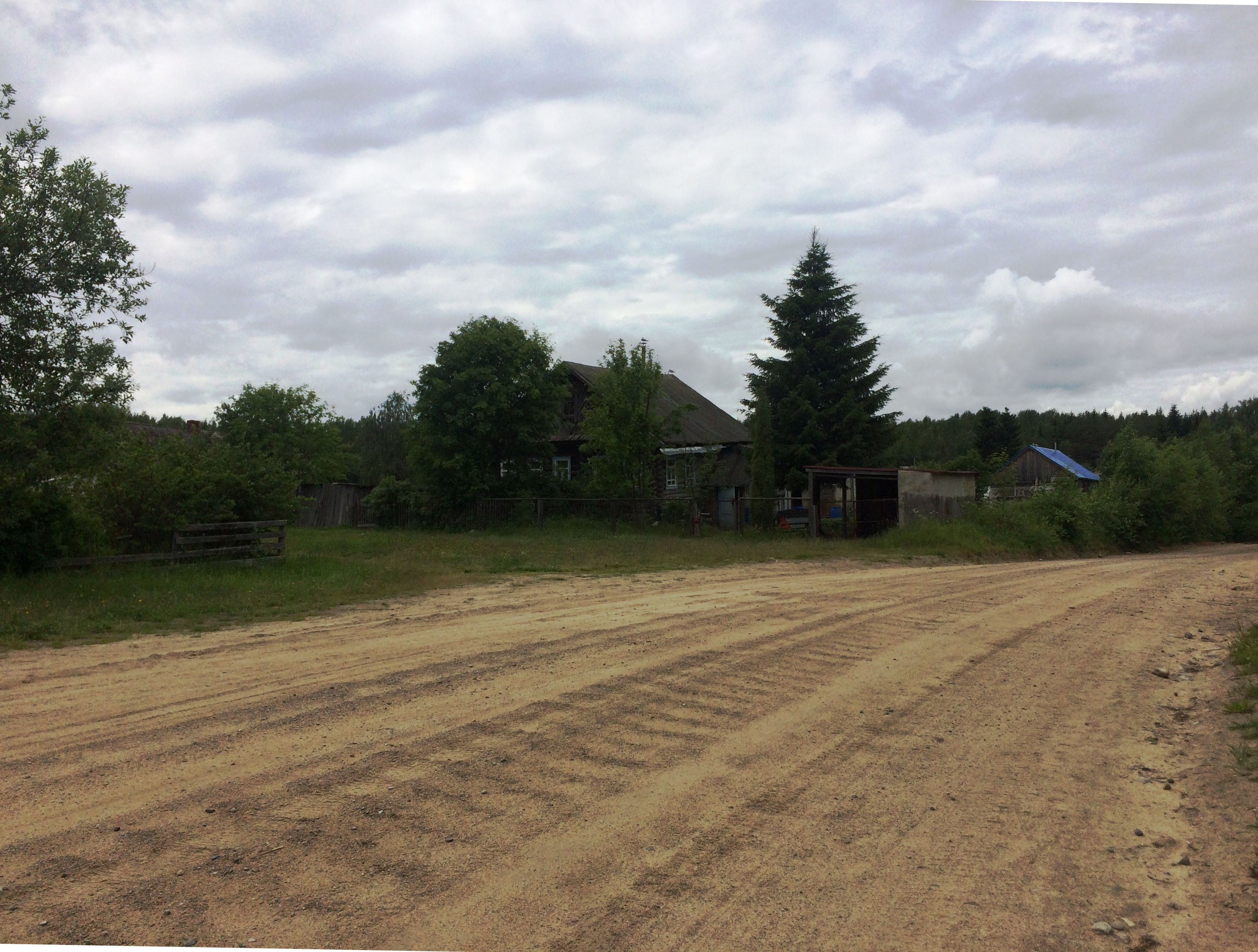
Жилые дома